# Ritratto di Agnolo Doni
Il Ritratto di Agnolo Doni è un dipinto a olio su tavola (65x45 cm) di Raffaello Sanzio, databile al 1506 circa e conservato negli Uffizi a Firenze.

## Storia

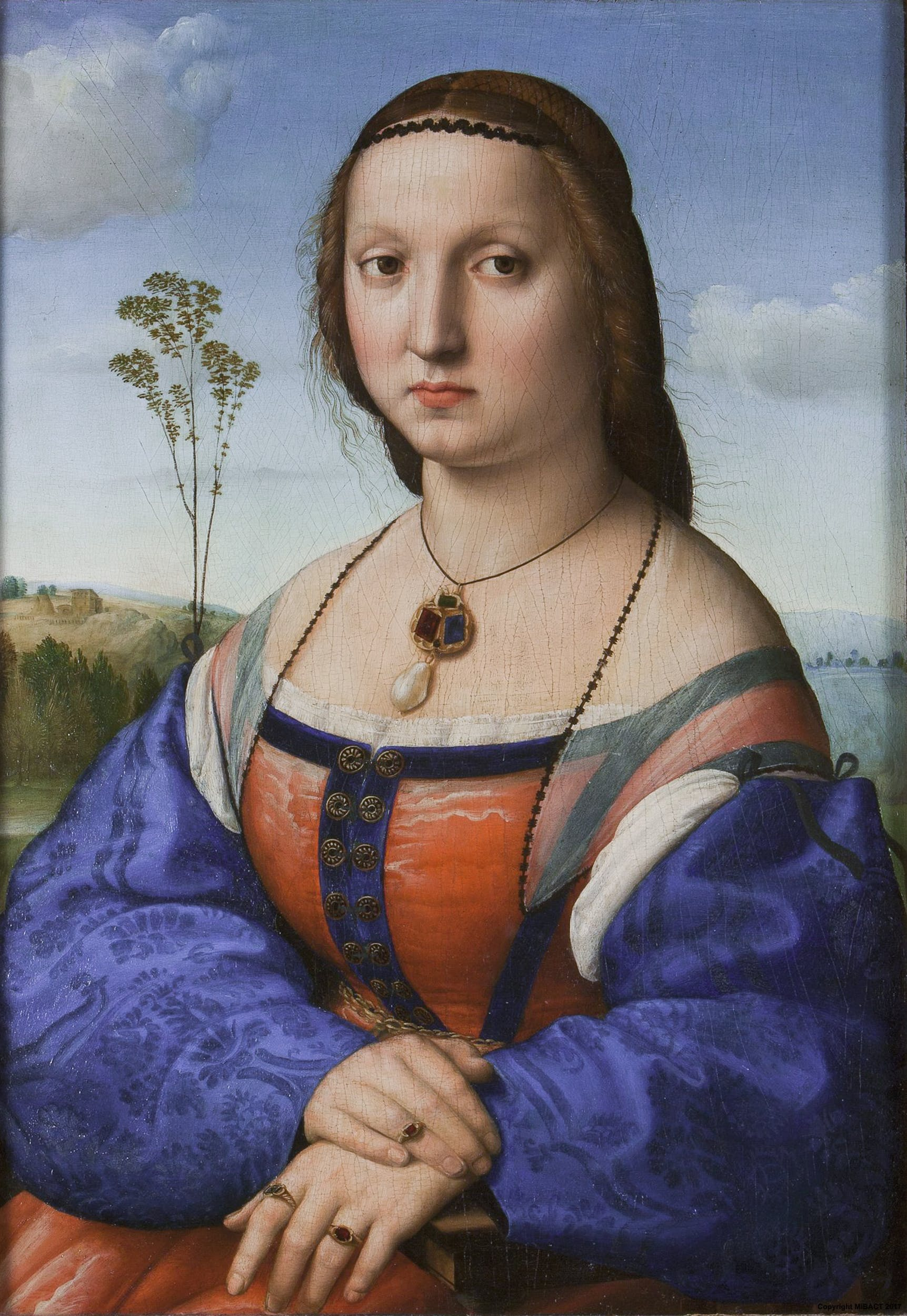
Ritratto di Maddalena Strozzi

Il ritratto venne commissionato dallo stesso Agnolo Doni, ricco mercante e mecenate fiorentino, assieme a un ritratto della moglie Maddalena Strozzi, dopo il matrimonio nel 1503. Lo stesso Doni aveva commissionato a Michelangelo il famoso Tondo Doni, oggi agli Uffizi.
I due ritratti, conservati a palazzo Doni, grazie alla straordinaria introspezione che fece scuola, ebbero un duraturo successo: tra i numerosi che Raffaello dovette eseguire a Firenze sono gli unici di cui si sia tramandato il nome, fin dai tempi di Vasari.
L'opera rimase in possesso dei discendenti fino al 1826, quando fu ceduta al granduca Leopoldo II di Toscana. Rispetto al ritratto della moglie, il ritratto di Agnolo è lievemente anteriore.
Con l'unione di Uffizi e Galleria Palatina, il direttore Eike Schmidt ha portato avanti un riordino alla luce dell'allestimento delle sale dei "Grandi Uffizi", e ha riunito questo dipinto e il suo pendant al Tondo Doni in una nuova sala al secondo piano di quest'ultima galleria.

## Descrizione e stile
Il soggetto è ritratto a mezza figura, seduto su un balcone che rivela, oltre il parapetto, un magnifico panorama naturale. Il taglio è estremamente monumentale e il personaggio, ritratto col busto di tre quarti verso destra e lo sguardo rivolto verso lo spettatore, è caratterizzato da una sciolta naturalezza. Acuta è la rappresentazione dello sguardo, che dimostra l'interesse del pittore verso la psicologia.
La sua condizione di ricco borghese è infatti testimoniata, oltre che dalla ricercatezza dell'abito dagli anelli alle mani, dallo sguardo sicuro e diretto. La berretta scura e i capelli lunghi, di colore castano, incorniciano il volto, in cui il dato fisico è trattato con estrema fedeltà e cura, secondo i modelli nordici filtrati da Perugino e da altri artisti italiani. Il segno minuto del pennello si manifesta ad esempio nei sottilissimi capelli crespi. Le maniche rosse della veste, ampie e di pesante stoffa, escono da una casacca scura, tenuta in vita da una cintura, mentre ai polsi e al collo sporge la camicia bianca. I dettagli tuttavia non rubano mai la scena al fulcro del dipinto, che è il volto del protagonista e il suo stato d'animo, grazie anche alle impercettibili linee di forza e al gioco di contrasti tra chiaro e scuro, che esaltano il viso. Le colline ad esempio degradano da sinistra verso destra, assecondando la linea di forza che va dal collo di Agnolo Doni all'avambraccio sinistro. Due nuvolette in cielo bilanciano ad arte gli angoli vuoti del dipinto.
I colori, sia nella figura che nello sfondo, sono esemplari delle ricerche di Raffaello in quegli anni, intonandosi a gradazioni sempre più corpose e d'effetto.
Sul retro dei due ritratti si trova una rappresentazione a monocromo del mito di Deucalione e Pirra, in particolare il diluvio inviato dagli dei, attribuito a un tardo seguace del Sanzio.